# 觀塘仁愛圍公共運輸交匯處

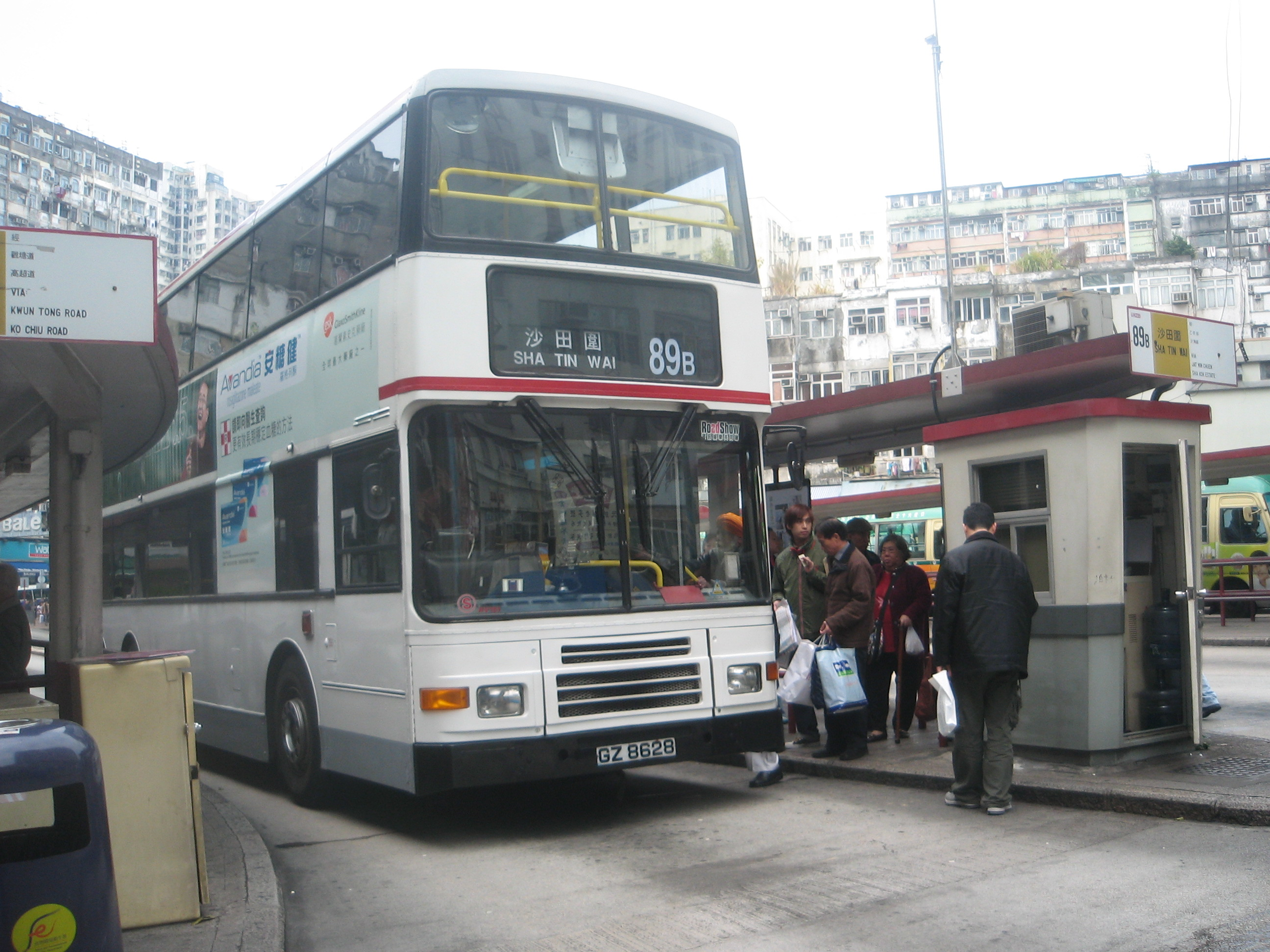
觀塘仁愛圍公共運輸交匯處（2008年）

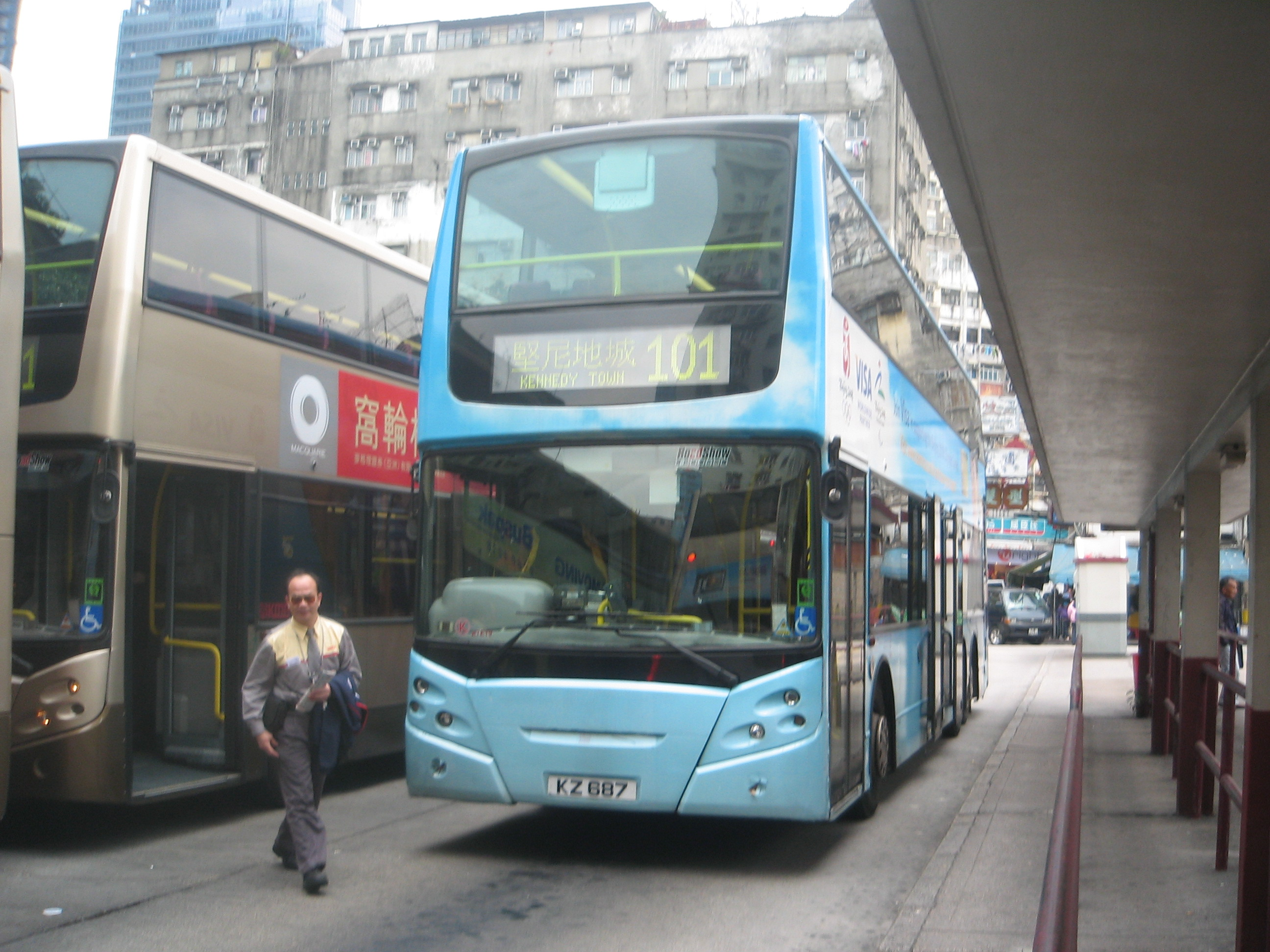
觀塘（裕民坊）中的101線

觀塘（仁愛圍）公共運輸交匯處（英語：Yan Oi Court Public Transport Interchange, Kwun Tong）是香港觀塘區一個已停用的臨時巴士總站，曾為七條巴士路線及四條小巴線的總站，位於觀塘仁愛圍旁，鄰近裕民坊休憩處。九龍巴士稱此總站為觀塘（裕民坊）巴士總站（英語：Kwun Tong (Yue Man Square) Bus Terminus）。

## 觀塘區最重要的交通地位
觀塘（裕民坊）巴士總站在1980年代以前，是觀塘市中心最大型和最多人用的巴士總站。第一代的裕民坊總站，設在裕民坊往同仁街方向路旁，即今日的的士站，當時裕民坊為雙向行車。1971年10月19日，巴士總站位於仁愛圍內，裕民坊休憩處後方。1982年7月24日，為解決觀塘（裕民坊）巴士總站的線路擁擠而啟用觀塘（月華街）巴士總站，五條巴士線遷到新巴士總站，及後有3條新線，19A取消、38延長，當時月華街總站為觀塘區最重要的交通樞紐，此現象可引用一俗語「妹仔大過主人婆」。

## 歷史
- 1969年8月8日，九巴14C線投入服務。
- 1970年1月3日，九巴3D線投入服務。
- 1971年10月19日，露天巴士總站正式啟用。
- 1972年8月5日，中巴、九巴101線投入服務。
- 1975年10月1日，九巴17線投入服務。
- 1975年12月16日，九巴89線投入服務。
- 1975年12月23日，九巴38線投入服務。
- 1976年11月1日，九巴19A線投入服務。
- 1982年7月24日，觀塘（月華街）巴士總站啟用，以觀塘（裕民坊）巴士總站為終點的部份路線改以觀塘（月華街）巴士總站為總站，包括：3D、17、19A、38、89、101。
- 1984年8月5日，九巴89B線投入服務。
- 1985年8月27日：九巴38線、過海隧道巴士101線總站由觀塘（月華街）巴士總站遷回觀塘（裕民坊）巴士總站。
- 1990年5月29日：九巴38線延長，總站由觀塘（裕民坊）巴士總站遷往藍田地鐵站。
- 2009年7月19日，觀塘（月華街）巴士總站因被市區重建局納入觀塘市中心重建項目範圍內，故九巴3D線遷回觀塘（裕民坊）巴士總站，而九巴14C線改以鯉魚門巴士總站為起點，並以循環綫形式運作。
- 2009年8月9日，觀塘（月華街）巴士總站因被市區重建局納入觀塘市中心重建項目範圍內，故九巴17線遷回觀塘（裕民坊）巴士總站，而九巴89B線（及總站位於觀塘（月華街）巴士總站的九巴89線）則遷往觀塘鐵路站巴士總站。
- 2014年5月1日，小巴路線遷往觀塘政府合署舊址的同仁街臨時小巴總站。
- 2014年11月30日，巴士路線遷往寶聲娛樂城舊址的臨時巴士總站。
- 2021年4月2日，所有路線（連同現時以裕民坊為總站的小巴路綫）遷往觀塘市中心重建項目裕民坊商場地下（供小巴使用）及一樓（供巴士使用）的裕民坊公共運輸交匯處，為有蓋公共運輸交匯處，亦設有冷氣候車室，本站亦隨即永久停用。

## 關閉前總站路線資料（巴士）

### 九龍巴士3D、N3D線

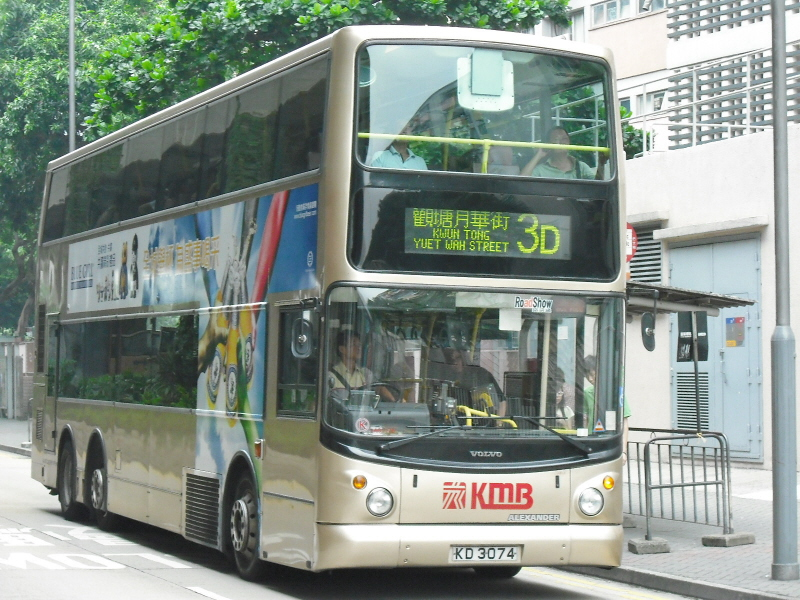
九龍巴士3D線

3D
- 慈雲山（中） ↔ 觀塘（裕民坊）
- 慈雲山（南） ↔ 觀塘（裕民坊）（特別班次）

1970年1月3日開辦，往來觀塘（裕民坊）及北慈雲山。觀塘（月華街）巴士總站於1982年7月24日啟用，終點站便由觀塘（裕民坊）遷往該處。而另一邊終點站－北慈雲山，因受慈雲山屋邨重建影響，由1997年11月9日起遷往慈雲山（中）。慈雲山新樓宇和蒲崗村道學校村相繼落成後，本線客量不斷增加，巴士公司遂開辦短途線，往來觀塘（月華街）及慈雲山（南）。及至2009年，觀塘市中心重建項目正式上馬，因觀塘（月華街）巴士總站被納入首階段的重建範圍，本線便於同年7月19日起，所有班次遷回觀塘（裕民坊）巴士總站為終點站。
N3D
- 觀塘（裕民坊） ↔ 慈雲山（中）

### 九龍巴士17線
- 觀塘（裕民坊） ↔ 何文田（愛民邨）

1975年10月1日開辦。觀塘（月華街）巴士總站於1982年7月24日啟用，終點站便由觀塘（裕民坊）遷往該處。及至2009年，觀塘市中心重建項目正式上馬，因觀塘（月華街）巴士總站被納入首階段的重建範圍，本線便於同年8月9日起，遷回觀塘（裕民坊）巴士總站為終點站。

### 過海隧道巴士101、101R、101X線

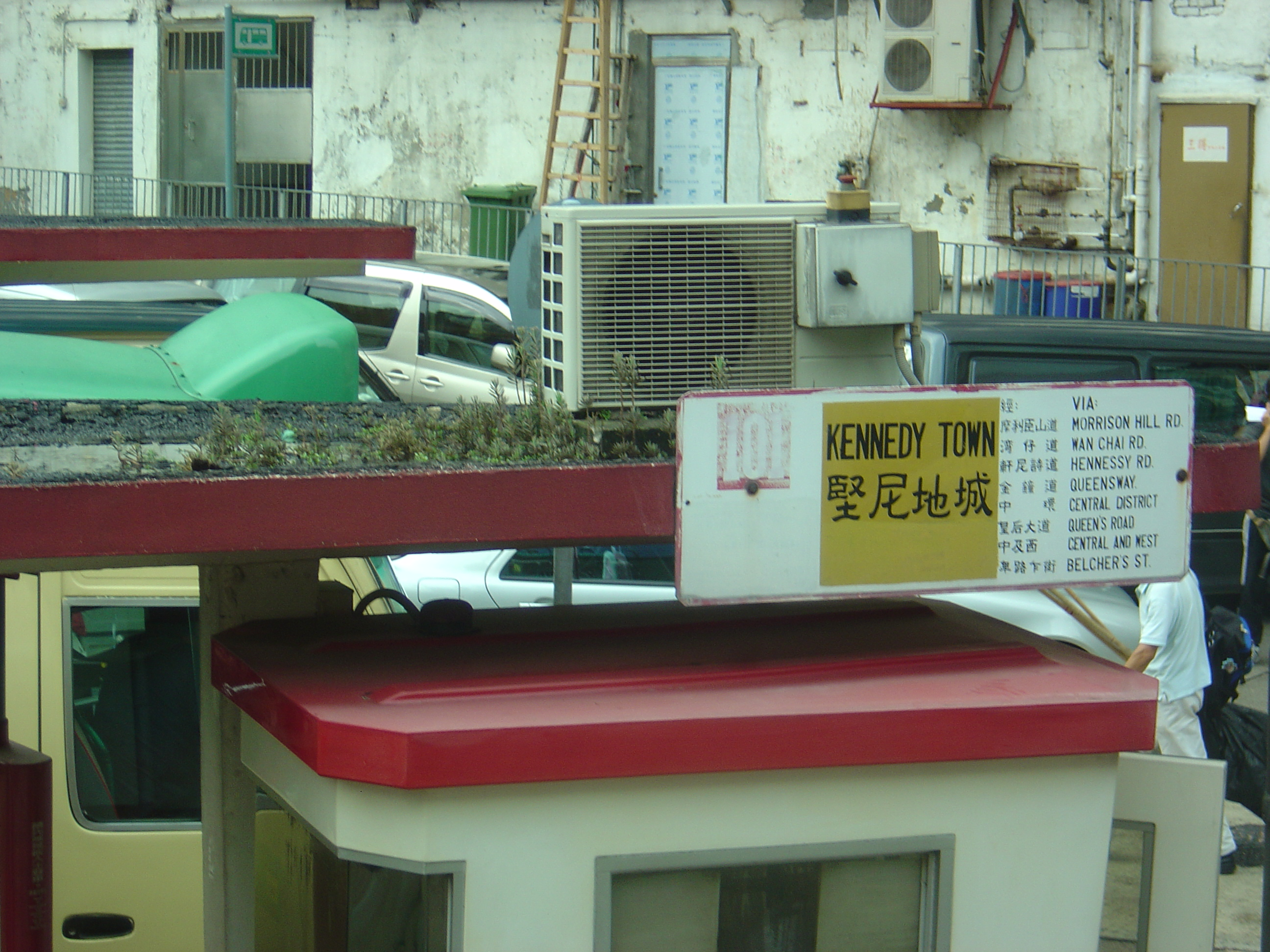
觀塘（裕民坊）中的101線站牌

101
- 堅尼地城 ↔ 觀塘（裕民坊）

1972年8月5日隨紅磡海底隧道通車而開辦。1975年2月1日配合111投入服務，便不再駛經彩虹道。1998年9月1日中巴專營權結束，改由九巴及新巴合營。
101R
- 跑馬地馬場 → 觀塘（裕民坊）

於快活谷舉行賽事期間行走，途經紅磡海底隧道、土瓜灣、九龍城、新蒲崗、彩虹邨、牛頭角等地方。
101X
- 堅尼地城 ↔ 觀塘（裕民坊）

為過海隧道巴士101線的特快版本，於2013年11月18日投入服務。

### 過海隧道巴士111R線
- 灣仔（會展新翼） → 觀塘（裕民坊）

於香港會議展覽中心舉辦書展（夜市）期間行走 ，途經紅磡海底隧道、土瓜灣、九龍城、新蒲崗、彩虹邨、牛頭角等地方。

## 關閉前總站路線資料（專線小巴）

### 新界區專線小巴10M線
- 將軍澳（慧安園） ↔ 觀塘（裕民坊）

### 新界區專線小巴13線
- 康盛花園／靈實醫院 ↔ 觀塘（裕民坊）

### 九龍區專線小巴23線
- 觀塘（雲漢邨） ↔ 觀塘（裕民坊）

### 九龍區專線小巴23B線
- 觀塘（裕民坊） ↔ 茶果嶺

### 九龍區專線小巴23M線
- 觀塘（裕民坊） ↔ 滙景花園

## 1985年－2009年期間的總站路線

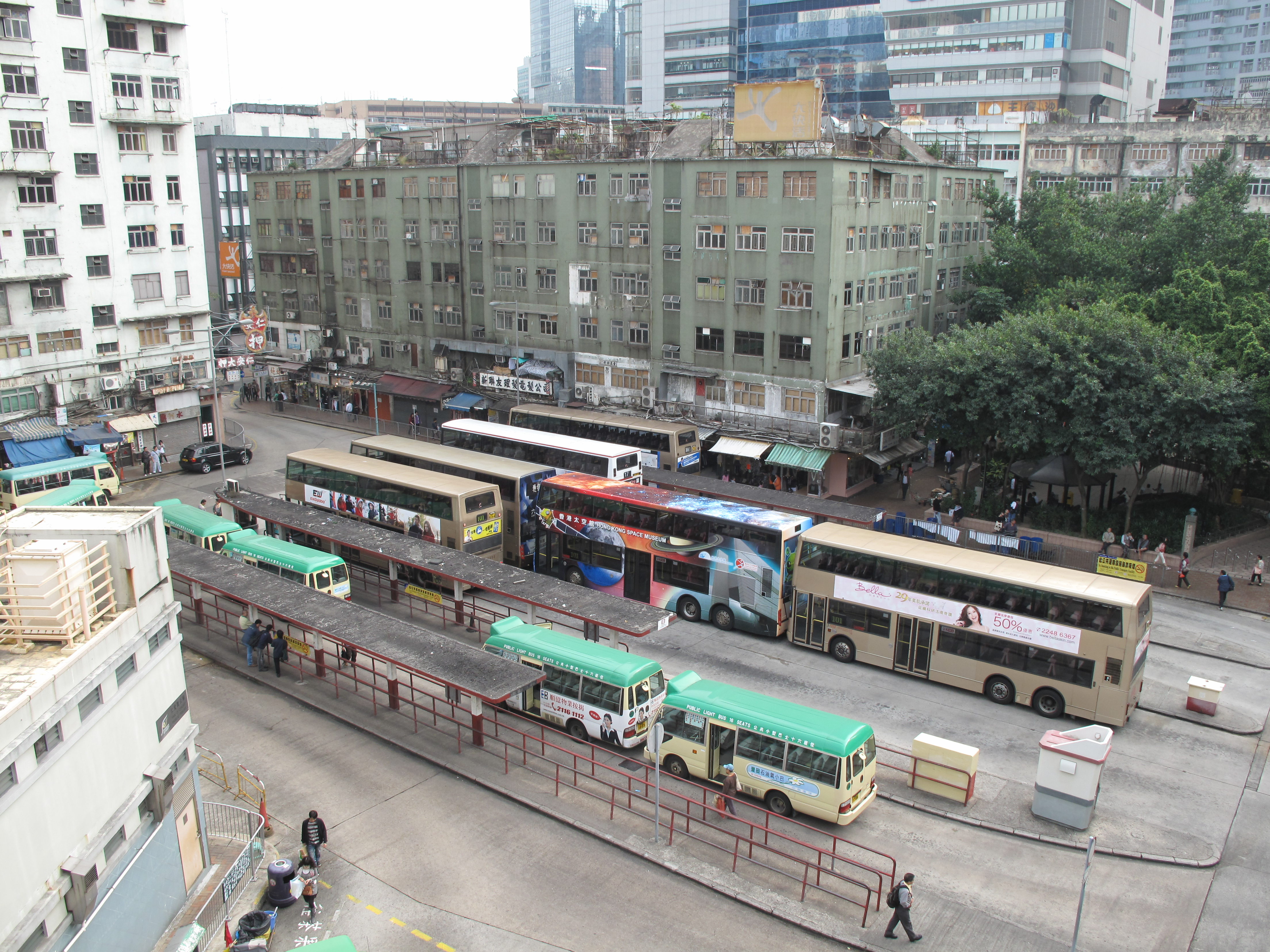
2010年仁愛圍和公共運輸交匯處舊貌

- 九龍巴士14A線
- 九龍巴士14C線
- 九龍巴士38線
- 九龍巴士89B線
- 九龍巴士98A線
- 過海隧道巴士141線
- 新界區專線小巴10A線
- 新界區專線小巴10M線

## 使用狀況
位處觀塘市中心，總站路線四通八達，且有專線小巴提供接駁服務，使用量一直錄得高水平。

## 搬遷及未來發展
新的裕民坊公共運輸交匯處位於觀塘市中心重建項目裕民坊商場地下及一樓（一樓由巴士使用），為有蓋公共運輸交匯處，亦設有冷氣候車室（巴士總站部分），已於2021年4月2日啟用，而本站被列入重建範圍之內。 （页面存档备份，存于）